# Voie cutanée
Selon la liste des termes normalisés de la Direction Européenne de la Qualité du Médicament, la voie cutanée est une voie d'administration de médicaments au niveau de la peau, en vue d’une action locale. La voie permettant une action générale s'appelle voie transdermique ou percutanée .

## Formes galéniques
Différentes formes galéniques sont utilisées pour administrer des médicaments par voie cutanée : 
| Forme                   | Consistance                                    | Excipients de base                                    | Usages                                                       |
| ----------------------- | ---------------------------------------------- | ----------------------------------------------------- | ------------------------------------------------------------ |
| Pommade                 | Pâte grasse épaisse insoluble dans l'eau       | Un corps gras comme les huiles minérales et les cires | Lésions denses, épaisses et sèches                           |
| Crème                   | Plus molle, peu épaisse, étalement plus facile | Eau                                                   | Toutes lésions même dans les plis ou sur dermatose suintante |
| Gel, lotion et solution | Semi-solide                                    |                                                       | Grandes zones pileuses, cuir chevelu                         |
| Poudre                  |                                                |                                                       | Peau intacte : forme un film glissant                        |
| Spray                   |                                                |                                                       | Plis cutanés                                                 |

De la plus active à la moins active, ces formes sont classées comme suit : pommade, crème puis lotion. 

## Avantages et inconvénients
L'administration des médicaments par voie cutanée a les avantages et les inconvénients suivants :
- avantages :
  - hydratation et protection de la peau ;
- inconvénients :
  - pénétration possible à travers l'épiderme si la peau est lésée ou si, chez les nourrissons, une grande surface de la peau a été couverte ;
  - quantité de principe actif peu précise et incontrôlable.